# La Salvetat-sur-Agout
La Salvetat-sur-Agout è un comune francese di 1 246 abitanti situato nel dipartimento dell'Hérault nella regione dell'Occitania.

## Società

### Evoluzione demografica
Abitanti censiti